# Kenny J. Travouillon
Kenny James Travouillon (* 1982) ist ein australischer Wirbeltier-Paläontologe und Paläoökologe. Sein Forschungsschwerpunkt sind fossile und neuzeitlich ausgestorbene Beuteltiere. 

## Leben
Ab März 2001 studierte Travouillon Zoologie an der University of New South Wales in Sydney, wo er im November 2003 den Bachelor of Science und im November 2004 mit der Arbeit Multivariate Analyses of the Riversleigh Local Faunas University of New South Wales, Australia den Bachelor of Science mit Auszeichnung BSc (hons) in Paläontologie erwarb. Ab März 2005 studierte er Paläontologie an der Université Claude Bernard Lyon 1 und an der University of New South Wales, wo er im November 2008 mit der Dissertation Étude paléoécologique et biochronologique de Riversleigh, Patrimoine Mondial de l’humanité, localités fossilifères oligo-miocènes du nord-ouest du Queensland, Australie – Palaeoecological and biochronological studies of Riversleigh, World Heritage Property, Oligo-Miocene fossil localities, North-Western Queensland, Australia unter der Leitung von Serge Legendre, Michael Archer und Suzanne J. Hand zum Ph.D. promoviert wurde.
Travouillons frühe Forschungen befassten sich mit der Bestimmung der chronologischen Position der fossilen Fundstellen in der Weltnaturerbestätte Riversleigh im nordwestlichen Queensland in Abwesenheit absoluter Daten, indem er multivariate Verfahren als Instrument zur Gruppierung von Fundorten ähnlichen Alters aus den Tertiärablagerungen Australiens auf der Grundlage taxonomischer Informationen einsetzte. Seine Forschung zielte auch darauf ab, die Paläoumgebungen der Standorte von Riversleigh mit Hilfe von Cenogrammen zu identifizieren. Cenogramme sind eine grafische Darstellung des erfassten durchschnittlichen Körpergewichtes von ausgewachsenen Säugetieren in einer Fauna.

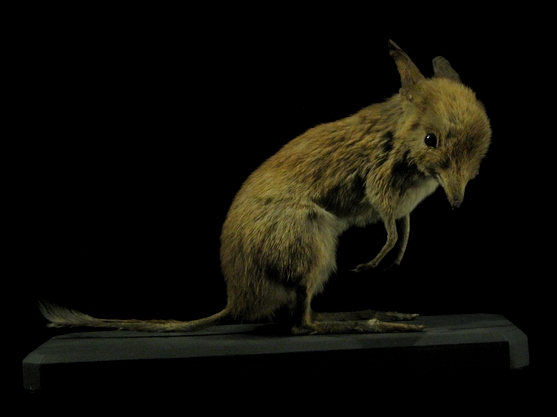
2017 erkannte Travouillon anhand der Untersuchung von Museumsproben, dass Schweinsfuß-Nasenbeutler nicht aus einer Art bestehen, sondern aus zwei. Daher wurde Chaeropus yirratji im Jahr 2019 von Travouillon und seinen Kollegen als neue Art beschrieben. Das Foto zeigt den als Paratypus gekennzeichneten Balg aus dem Muséum national d’histoire naturelle.

Von Februar 2012 bis Februar 2015 hatte er ein Robert-Day-Post-Doc-Stipendium der University of Queensland, das er für die Erforschung verschiedener fossiler Beuteltiergruppen in Riversleigh und Etadunna (South Australia) verwendete, darunter Kaninchennasenbeutler, Eigentliche Nasenbeutler und Kängurus. Die Ergebnisse dieser Arbeit führten 2014 zur Erstbeschreibung des „Crash bandicoot“, das nach dem gleichnamigen Computerspiel benannt und der Kaninchennasenbeutlerart Liyamayi dayi, das nach Robert Day, einem Professor für Paläontologie und Stratigraphie an der University of Queensland, benannt wurde.
Seit März 2016 ist Travouillon Kurator für Mammalogie an der Abteilung für Terrestrische Zoologie des Western Australian Museum. Im Juli 2016 wurde er mit einem Churchill-Stipendium ausgezeichnet, mit dem er am Natural History Museum in London, am Muséum national d’histoire naturelle in Paris, am Museo di storia naturale Giacomo Doria in Genua, an der Zoologischen Staatssammlung München, an der Smithsonian Institution in Washington, D.C., am American Museum of Natural History in New York City, an der Eastern Washington University in Cheney, am Museum of Paleontology der University of California, Berkeley und am Western Australian Museum Untersuchungen und DNA-Analysen an Langnasenbeutlern und Schweinsfuß-Nasenbeutlern betrieb. Basierend auf diesen Studien wurde Perameles pallescens im Jahr 2016 in den Artstatus erhoben und mit Perameles papillon im Jahr 2018 sowie Chaeropus yirratji im Jahr 2019 zwei neue neuzeitlich ausgestorbene Arten beschrieben. Das Taxon Perameles myosuros, das lange Zeit als Synonym des Streifen-Langnasenbeutlers (Perameles bougainville) galt, wurde erneut als Art anerkannt.